# Jürgen Rynio
Jürgen Rynio (ur. 1 kwietnia 1948) – niemiecki piłkarz występujący na pozycji bramkarza. Trener piłkarski.

## Kariera
Rynio zawodową karierę rozpoczynał w 1966 roku w Eintrachcie Gelsenkirchen. W 1967 roku trafił do pierwszoligowego Karlsruher SC. W Bundeslidze zadebiutował 2 września 1967 w przegranym 1:2 meczu z Alemannią Akwizgran. W 1968 roku spadł z klubem do Regionalligi. Wówczas przeszedł do 1. FC Nürnberg, grającego w Bundeslidze. W 1969 roku spadł z zespołem do Regionalligi. Wtedy został graczem pierwszoligowej Borussii Dortmund. Pierwszy ligowy mecz zaliczył tam 23 sierpnia 1969 przeciwko Hamburgerowi SV (2:1). W 1972 roku został zdegradowany z klubem do Regionalligi. W 1974 roku awansował z Borussią do Bundesligi.
Latem 1974 roku odszedł do innego pierwszoligowego zespołu – Rot-Weiss Essen. Zadebiutował tam 21 września 1976 w bezbramkowo zremisowanym ligowym meczu z Werderem Brema. W 1976 roku Rynio trafił do drugoligowego FC St. Pauli. W 1977 awansował z nim do Bundesligi, ale po roku powrócił z zespołem do 2. Bundesligi. Od 1979 roku grał z Hannoverze 96, również występującym w 2. Bundeslidze. W 1985 roku wywalczył z nim awans do Bundesligi. W listopadzie 1985 roku został grającym trenerem Hannoveru. Tę funkcję pełnił do stycznia 1986 roku. W sezonie 1985/1986 spadł z zespołem do 2. Bundesligi, a potem zakończył karierę.